# اندیس کوه آقابیل
کوه آقابیل یک اندیس فلزی است که در حوالی شهر سر چاه استان خراسان قرار دارد و مادهٔ معدنی موجود در آن، منیزیت است.  